# 2016 dans la traduction
Cet article présente les faits marquants de l'année 2016 dans la traduction.

## Décès

### Janvier
- 4 janvier : Bulcsú László, linguiste, informatologiste, écrivain, traducteur et polyglotte croate.
- 22 janvier : Abolhassan Nadjafi, Écrivain et traducteur iranien.
- 28 janvier : Aleš Debeljak, Écrivain, poète et traducteur yougoslave puis slovène.

### Mars
- 4 mars : Patrick Floersheim, Acteur, adaptateur, directeur artistique, traducteur et formateur de doublage français.
- 16 mars : Georges Tarabichi, Linguiste, écrivain et traducteur syrien.

### Mai
- 25 mai : Yang Jiang, Femme de lettres et traductrice chinoise.
- 29 mai : Svetozar Koljević, Critique littéraire, historien de la littérature et traducteur serbe.

### Août
- 17 août : Víctor Mora, Écrivain et traducteur espagnol.

### Septembre
- 4 septembre : Yang Jingnian, Économiste et traducteur chinois.